# Raymond Ndong Sima
Pour les articles homonymes, voir Ndong.
Raymond Ndong Sima, né le 23 janvier 1955 à Oyem (Gabon), est un homme d'État gabonais, Premier ministre du 27 février 2012 au 24 janvier 2014 et du 7 septembre 2023 au 4 mai 2025.
Il est le premier Fang du Woleu-Ntem à accéder à ce poste, traditionnellement dévolu à un Fang de l'Estuaire.

## Biographie
Ndong Sima est nommé au gouvernement en tant que ministre de l'Agriculture, de l'Élevage et du Développement rural le 17 octobre 2009.
Lors des élections législatives de décembre 2011, au cours desquelles le Parti démocratique gabonais (PDG) au pouvoir remporte une écrasante majorité de sièges, Ndong Sima est élu à l'Assemblée nationale en tant que candidat à Kyé, dans la province de Woleu-Ntem.
Le Premier ministre Paul Biyoghe Mba démissionne le 13 février 2012. Le président Ali Bongo nomme Ndong Sima au poste de Premier ministre le 27 février 2012,. Sa nomination est considérée comme remarquable, en ce sens que le poste de Premier ministre était traditionnellement attribué à un groupe ethnique des Fang de la province de l'Estuaire. Ndong Sima était originaire de la province de Woleu-Ntem, dans le nord du pays, bien qu'il fût également un croc. Avant sa nomination, Ndong Sima n'avait pas été considéré comme une figure particulièrement importante sur la scène politique. 
Ndong Sima exerce les fonctions de Premier ministre pendant près de deux ans. Il est limogé en janvier 2014 et remplacé par Daniel Ona Ondo après les élections de décembre 2013.
En juillet 2015, Ndong Sima quitte le PDG, se plaignant que le parti n'était pas ouvert à la critique et à des points de vue différents. Il critique également le traitement des finances par le gouvernement depuis son départ.[réf. nécessaire]
Raymond Ndong Sima est candidat à l'élection présidentielle de 2016. Il obtient 0,4 % des voix.
Raymond Ndong Sima se porte candidat à l'élection présidentielle de 2023. Toutefois, le collectif « Alternance 2023 » qui regroupe les principaux partis d'opposition choisit de désigner un candidat unique, Albert Ondo Ossa, qui devient le principal candidat de l'opposition face à Ali Bongo.
Le président Bongo est renversé par un coup d'État en août 2023 et remplacé à la tête de l'État par Brice Clotaire Oligui Nguema. Raymond Ndong Sima quitte la coalition de l'opposition et est nommé Premier ministre de la Transition par le chef de l'État le 7 septembre 2023. Peu avant, il a prôné une transition de deux ans à l'issue de laquelle les militaires ne pourraient se présenter aux élections. Le 11 septembre, il annonce la composition de son gouvernement de transition. Il déclare qu'il ne sera pas candidat à la prochaine élection présidentielle de 2025.
En mars 2024, son nouveau parti, l'Alliance patriotique, est officiellement fondé,.
Raymond Ndong Sima quitte le poste de Premier ministre le 4 mai 2025. Il n'est pas remplacé puisque le poste de Premier ministre est supprimé par la nouvelle constitution de 2024.